# أبو حكفة الجنوبي
أبو حكفة الجنوبي قرية في ناحية مركز المخرم التابع لمنطقة المخرم في محافظة حمص في سورية. معظم سكانها من العلويين.
أول من قطنها في العصر هذا سكان مهجرون قسراً على يد العثمانيين عام 1871،[بحاجة لمصدر] وبقيت مأهولة وتتوسع حتى يومنا هذا. ويوجد في القرية تلة رومانية أثرية وبقايا جدران لكنيسة رومانية زال معظمها، كما توجد كهوف ومغر منذ عهود قديمة تعود لمئات السنين.

## الاقتصاد
يعمل سكانها في الخدمات والزراعة، وتشتهر بزراعة الكرمة، وتنتج العرق النبيذ البلدي بلإضافة للوزيات والزيتون والمحاصيل الموسمية والفستق الحلبي.

## أعلام ومشاهير
ينحدر منها رئيس فرع الأمن العسكري في حمص إبراهيم الوعري الضالع في العديد من الانتهاكات وجرائم الحرب وجرائم ضد الإنسانية مثل عمليات القتل تحت التعذيب (خلال عمله في فرع المنطقة 227)، وتهجير ثلثي سكان حي الوعر بمدينة حمص.